# Centre de ski nordique et de biathlon de Guyangshu
Le centre de ski nordique et de biathlon de Guyangshu (en chinois : 古阳树北欧滑雪冬季两项中心) est situé près de Zhangjiakou et se compose d'un stade de ski de fond et de biathlon, ainsi que d'un ensemble de tremplins de saut à ski appelé le ruyi des neiges. S'y déroulent les épreuves des Jeux Olympiques d'hiver de 2022 dans les disciplines du ski de fond, du combiné nordique, du biathlon et du saut à ski.

## Situation
Le Centre nordique de ski et de biathlon de Guyangshu est situé dans le district de Chongli, près de la ville de Zhangjiakou ; il se trouve à environ 180 km de Pékin, dans la province du Hebei. Chongli est une région importante pour le tourisme de ski en Chine depuis près de 20 ans.

## Centre de ski de fond et de biathlon
Le centre de ski de fond et de biathlon accueille 10000 spectateurs pendant les Jeux, lors des compétitions de biathlon, de ski de fond et de combiné nordique. Il appartient au Zhangjiakou Aoti Construction and Development Co., Ltd.
Les sites de ski de fond et de biathlon ont bien évidemment deux localisations différentes. Le Ruyi des neiges se trouve entre les deux.

## Ruyi des neiges
Le ruyi des neiges se compose de 2 tremplins de saut à ski. Le premier est un tremplin normal avec un point K à 95 mètres et une hauteur totale de 114,7 mètres. Le second est un grand tremplin avec un point K de 125 mètres et une hauteur totale de 136,2 mètres. L'architecture des tremplins est inspirée du sceptre de Ruyi (de), un talisman chinois, d'où le nom de Ruyi des neiges. Au sommet du tremplin se trouve une plate-forme d'observation circulaire de 40 mètres de haut, d'un diamètre de 80 mètres et dotée d'un restaurant panoramique. Le stade au pied des tremplins devrait avoir une capacité de 10000 spectateurs. Le budget de construction de l'installation a été de 65 millions de dollars américains environ. Son achèvement est prévu pour 2020. L'entreprise Zhangjiakou Aoti Construction and Development Co., Ltd. en est également propriétaire.

## Liens
- Zhangjiakou AoTi Construction and Development Co., Ltd.